# Miota fungorum
Miota fungorum är en stekelart som först beskrevs av Jean-Jacques Kieffer 1907.  Miota fungorum ingår i släktet Miota, och familjen hyllhornsteklar. Arten är reproducerande i Sverige.